# 伊達宗利
伊達宗利（日语：／ Date Munetoshi，1635年2月5日—1709年1月31日），日本江戶時代伊予國宇和島藩的二代藩主。
父親為初代藩主伊達秀宗（宗利為三男）。母親為淺井氏。正室是松平光長的女兒大通院（稻姫）。官位為從四位下。大膳大夫、侍從、遠江守。

## 經歷
1635年2月5日出生，1639年2月15日元服，1657年7月21日隨著父親的隱居而繼承家督成為藩主。
1670年開始派任八十島親隆擔任檢地奉行以建立檢地制度與村役人制度，1688年實施紙專賣制度而使藩內財政收入穩固，不過因為建設藩主住處以及大幅整修宇和島城之故，藩內財政還是相當緊繃。本家仙台藩發生伊達騷動時，反對今村善太夫一派。
1693年11月14日，伊達宗利將家督之位交給女婿兼養子伊達宗贇後隱居，1709年1月31日以75歳之齡去世。法名為天梁院殿賢山紹徳大居士。

## 系譜
- 正室：松平氏（松平光長之女） 
  - 女（真田幸道室）
  - 女（伊達宗贇室）
- 側室：元泉氏 
  - 伊達兵助
- 側室：古谷氏 
  - 女
  - 伊達鐵千代
  - 伊達榮之助
- 側室：昆陽野氏 
  - 伊達六松
  - 伊達金十郎（被內定為仙台伊達綱村的嫡長子後早逝）
  - 伊達千代之助
- 側室：田部氏
  - 伊達富之助（伊達宗職養子）
  - 女（京極高或室）
  - 女（伊達宗職養女）
- 側室：入野氏 
  - 女
- 養子
  - 伊達宗贇（宇和島伊達家三代、伊達綱宗三男）